# 争取民主社会运动
争取民主社会运动（库尔德语：Tevgera Civaka Demokratîk，缩写为TEV-DEM；阿拉伯语：‎）是罗贾瓦的一个政党联盟，成立于2011年1月16日。该联盟现由6个政党组成，包括：民主联盟党、叙利亚库尔德人民主和平党、库尔德斯坦自由联盟党、叙利亚库尔德斯坦民主党、库尔德斯坦民族联盟和库尔德斯坦共产党。目前，该联盟在叙利亚民主委员会占有3个席位，是委员会中最重要的政治派系。